# 角牟礼城
角牟礼城（つのむれじょう）は、大分県玖珠郡玖珠町の角埋山（つのむれやま）にあった日本の城（山城）。弘安年間（1278年 - 1288年）に森朝通により築かれたとされる。国の史跡。

## 沿革
玖珠盆地は平安時代から玖珠郡衆によって支配されていたが、角牟礼城は、弘安年間（1278年 - 1288年）に玖珠郡衆の森朝通により豊後国から豊前国に抜ける交通の要衝に位置し、天然の要害である角埋山（576メートル）に築かれたと伝えられる。ただし、史料においてその存在が確認できるのは、文明7年（1475年）が最初である。
その後、戦国時代には、豊前の大内氏と豊後の大友氏との争いを背景により堅固に補強された。天正14年（1586年）の島津義弘による豊後侵攻の折には、玖珠郡衆が籠城したが、島津軍の攻撃にも落城することはなく、難攻不落の城として名を高めた。
文禄3年（1594年）から慶長5年（1600年）にかけて、日田の毛利高政が玖珠の拠点として角牟礼城を整備した。しかし、慶長6年（1601年）に来島長親が入封し森藩が立藩されると、来島氏が城主の格式を有さなかったため角牟礼城は廃城とされ、山麓に陣屋が置かれた。一方、木島孝之は角牟礼城の高石垣について来島氏が入封後に築かれたものと評価しており、慶長6年廃城の通説を否定している。
2017年（平成29年）、続日本100名城（192番）に選定された。

## 構造と遺構
角牟礼城は、毛利高政によって、中世の山城から石垣や櫓門をもつ近世の城郭に作り変えられたとされ、その遺構からは中世の城郭から近世の城郭への移行の様子をうかがうことができる。
角埋山の頂上から本丸、二ノ丸、三ノ丸の順に配置され、伝搦手門跡には穴太積み（あのうづみ）とも呼ばれる野面積みの石垣が残っている。これは、安土城にも見られるという近世の山城の特徴であるという。

## 現地情報

### 所在地
- 大分県玖珠郡玖珠町森

### アクセス
- 大分自動車道玖珠インターチェンジより国道387号経由で約3.6km。自動車が入れるのは三の丸跡までで、5台ほど駐車できる駐車場がある。
- JR久大本線豊後森駅から日田バス「森町」バス停下車、徒歩約40分